# Interclubs 2005/06
Die Interclubs 2005/06 war die belgische Mannschaftsmeisterschaft im Schach.
Meister wurde der Titelverteidiger KSK 47 Eynatten, der erneut alle Wettkämpfe gewann. Aus der Division 2 waren der Koninklijke SK Deurne und Royal Namur Echecs aufgestiegen. Während Namur den Klassenerhalt erreichte, musste Deurne zusammen mit dem SC Jean Jaurès direkt wieder absteigen.
Zu den gemeldeten Mannschaftskadern siehe Mannschaftskader der Interclubs 2005/06.

## Spieltermine
Die Wettkämpfe wurden am 9. und 23. Oktober, 6. und 20. November, 4. Dezember 2005, 8. und 22. Januar, 5. und 19. Februar, 12. und 26. März 2006 gespielt und fanden dezentral bei den beteiligten Vereinen statt.

## Modus
Die zwölf teilnehmenden Mannschaften spielten ein einfaches Rundenturnier. Über die Platzierung entschied zunächst die Anzahl der Brettpunkte (ein Punkt für einen Sieg, ein halber Punkt für ein Remis, kein Punkt für eine Niederlage) und dann die Zahl der Mannschaftspunkte (zwei Punkte für einen Mannschaftssieg, ein Punkt für ein Unentschieden, kein Punkt für eine Niederlage).

## Abschlusstabelle
| Pl. | Verein                                                 | Sp | G  | U | V | Brett-P.  | MP    |
| --- | ------------------------------------------------------ | -- | -- | - | - | --------- | ----- |
| 01. | KSK 47 Eynatten I. Mannschaft (M)                      | 11 | 11 | 0 | 0 | 64,5:23,5 | 22:0  |
| 02. | KSK Rochade Eupen-Kelmis                               | 11 | 9  | 0 | 2 | 56,0:32,0 | 18:4  |
| 03. | Cercle des Echecs de Charleroi                         | 11 | 6  | 2 | 3 | 54,0:34,0 | 14:8  |
| 04. | Koninklijke Brugse Schaakkring                         | 11 | 6  | 0 | 5 | 45,0:43,0 | 12:10 |
| 05. | Koninklijke Gentse Schaakkring Ruy Lopez               | 11 | 4  | 2 | 5 | 44,5:43,5 | 10:12 |
| 06. | KSK 47 Eynatten II. Mannschaft                         | 11 | 6  | 0 | 5 | 44,0:44,0 | 12:10 |
| 07. | Boey Temse                                             | 11 | 5  | 1 | 5 | 41,0:47,0 | 11:11 |
| 08. | Cercle Royal des Echecs de Liège et Echiquier Liègeois | 11 | 3  | 1 | 7 | 38,5:49,5 | 7:15  |
| 09. | Borgerhoutse SK                                        | 11 | 4  | 0 | 7 | 37,0:49,0 | 8:14  |
| 10. | Royal Namur Echecs (N)                                 | 11 | 1  | 4 | 6 | 37,0:49,0 | 6:16  |
| 11. | SC Jean Jaurès                                         | 11 | 2  | 1 | 8 | 35,5:52,5 | 5:17  |
| 12. | Koninklijke SK Deurne (N)                              | 11 | 3  | 1 | 7 | 34,0:54,0 | 7:15  |

### Entscheidungen
|     | Belgischer Meister: KSK 47 Eynatten                                |
|     | Absteiger in die Division 2: SC Jean Jaurès, Koninklijke SK Deurne |
| (M) | Meister der letzten Saison                                         |
| (N) | Aufsteiger der letzten Saison                                      |

## Kreuztabelle
| Ergebnisse | Ergebnisse                                             | 01. | 02. | 03. | 04. | 05. | 06. | 07. | 08. | 09. | 10. | 11. | 12. |
| ---------- | ------------------------------------------------------ | --- | --- | --- | --- | --- | --- | --- | --- | --- | --- | --- | --- |
| 01.        | KSK 47 Eynatten I. Mannschaft                          |     | 5   | 6½  | 5½  | 6   | 6   | 5½  | 5½  | 7   | 5½  | 4½  | 7½  |
| 02.        | KSK Rochade Eupen-Kelmis                               | 3   |     | 3   | 7   | 4½  | 5   | 5   | 5   | 6½  | 4½  | 5½  | 7   |
| 03.        | Cercle des Echecs de Charleroi                         | 1½  | 5   |     | 6   | 3½  | 5½  | 7   | 5½  | 5½  | 4   | 3½  | 4   |
| 04.        | Koninklijke Brugse Schaakkring                         | 2½  | 1   | 2   |     | 6   | 3½  | 5   | 5½  | 3   | 5   | 5½  | 6   |
| 05.        | Koninklijke Gentse Schaakkring Ruy Lopez               | 2   | 3½  | 4½  | 2   |     | 3   | 4   | 6½  | 4½  | 4   | 7   | 3½  |
| 06.        | KSK 47 Eynatten II. Mannschaft                         | 2   | 3   | 2½  | 4½  | 5   |     | 3½  | 5½  | 2   | 5   | 4½  | 6½  |
| 07.        | Boey Temse                                             | 2½  | 3   | 1   | 3   | 4   | 4½  |     | 5   | 3   | 5   | 5½  | 4½  |
| 08.        | Cercle Royal des Echecs de Liège et Echiquier Liègeois | 2½  | 3   | 2½  | 2½  | 1½  | 2½  | 3   |     | 6   | 4   | 5   | 6   |
| 09.        | Borgerhoutse SK                                        | 1   | 1½  | 2½  | 5   | 3½  | 6   | 5   | 2   |     | 3   | 4½  | 3   |
| 10.        | Royal Namur Echecs                                     | 2½  | 3½  | 4   | 3   | 4   | 3   | 3   | 4   | 5   |     | 4   | 1   |
| 11.        | SC Jean Jaurès                                         | 3½  | 2½  | 4½  | 2½  | 1   | 3½  | 2½  | 3   | 3½  | 4   |     | 5   |
| 12.        | Koninklijke SK Deurne                                  | ½   | 1   | 4   | 2   | 4½  | 1½  | 3½  | 2   | 5   | 7   | 3   |     |

## Die Meistermannschaft
| 1.            | KSK 47 Eynatten |
| Schachfiguren | Michail Gurewitsch, Arkadij Naiditsch, Christopher Lutz, Igor Khenkin, Erik van den Doel, Predrag Nikolić, Róbert Ruck, Ádám Horváth, Csaba Horváth, Dimitri Komarow, Friso Nijboer, József Horváth, Oleksandr Holoschtschapow, Petar Popović, Daniel Hausrath, Gerhard Schebler, Holger Grund, Cemil Gülbaş, Lorenz Maximilian Drabke, Norbert Coenen, Thomas Koch, Christof Sielecki, Masha Klinova, Guido Kern, Stéphane Hautot, Klaus Friedrichs, Robert Philipowski, Roman Ivić, Philipp Lamby, Ulf Gohla, Luc Vanstreels, Sven Forster. |